# Acacia sublanata
Acacia sublanata är en ärtväxtart som beskrevs av George Bentham. Acacia sublanata ingår i släktet akacior, och familjen ärtväxter. Inga underarter finns listade i Catalogue of Life.